# WKG VW Stadt des KdF-Wagens
Die Wettkampfgemeinschaft Betriebssportgemeinschaft Volkswagenwerk Stadt des KdF-Wagens bzw. kurz WKG VW Stadt des KdF-Wagens war ein deutscher Fußballverein aus der Stadt des KdF-Wagens bei Fallersleben (dem heutigen Wolfsburg).
Der Verein wurde ungefähr 1938 als Betriebssportgemeinschaft des Volkswagenwerks gegründet. Am Ende der Spielzeit 1942/43 stand die WKG in der Aufstiegsrunde zur Gauliga Südhannover-Braunschweig, der damals höchsten möglichen Spielklasse. Dort scheiterte die Mannschaft jedoch als Tabellenletzter der Gruppe. Dennoch spielten die KdF-Städter ab 1943 in der Gauliga, da DFB-Präsident Felix Linnemann die Gründung einer eigenen Gauliga für Osthannover anordnete. Zusammen u. a. mit den bisherigen Gauligisten WSV Celle und MSV Lüneburg gehörte die BSG zu den acht Mitgliedern der neuen Gauliga. Die Spielzeit 1943/44 beendeten sie auf dem sechsten Platz. Kriegsbedingt wurde die Saison 1944/45 im Gau Osthannover am 25. Oktober 1944 abgebrochen, bevor die WKG VW zu einem weiteren Gauligaspiel kam. 1945 wurde die Wettkampfgemeinschaft aufgelöst.